# Hôpital public
Un hôpital public est un hôpital faisant partie du service public de santé d'un pays.

## Répartition géographique
Il en existe dans les pays suivants :
- Algérie[1],[2],[3] ;
- Belgique[4],[5] ;
- Bénin[6] ;
- Cameroun ;
- Canada (Québec[7]) ;
- Chine[8] ;
- Colombie[9] ;
- Danemark[10] ;
- États-Unis[11] ;
- Éthiopie[12] ;
- France ;
- Gabon[13] ;
- Haïti[14] ;
- Maroc ;
- Mexique[15] ;
- République du Congo[16] ;
- République démocratique du Congo[17] ;
- Sénégal[18] ;
- Togo[19] ;
- Tunisie[20],[21],[22],[23].